# 大嶋修一
大嶋 修一（おおしま しゅういち）は、日本の映画美術監督。松竹大船撮影所を経て東映東京撮影所美術部（現・東映美術センター）に所属。1980年『二百三高地』で美術助手としてキャリアをスタートし、1985年『ビー・バップ・ハイスクール』で美術監督デビュー。

## 主な作品

### テレビドラマ
- あきれた刑事（NTV）
- ゴリラ・警視庁捜査第8班（ANB）
- はだかの刑事（NTV）
- ビーファイターカブト（ANB）
- ビーロボカブタック（ANB）
- 救急戦隊ゴーゴーファイブ（ANB）
- 相棒 ふたりだけの特命係（ANB）
- 仮面ライダーシリーズ（EX）（2000年 - ）

### 劇場作品
- 連続殺人鬼 冷血（1984）
- ビー・バップ・ハイスクール（1985）
- ビー・バップ・ハイスクール 高校与太郎哀歌（1986）
- 湘南爆走族（1987）
- いこかもどろか（1988）
- 仮面ライダーシリーズ（東映）（2001年 - ）

### インターネット配信ドラマ
- 仮面ライダーシリーズ